# 路西安奴·比治奧
路西安奴·比治奧（西班牙語：Luciano Becchio，1983年12月28日—）生於科爾多瓦，是一名已退役的阿根廷職業足球員，司職前鋒。他現在是西班牙足球乙二级联赛球隊巴利阿里竞技体育会的助理教練。

## 球員生涯

### 早期
比治奧在西班牙期間被簡單稱為路西安奴（Luciano），比治奧成名於較低組別的聯賽，效力梅里達期間上陣50場合共攻入了28球，其中22球是在聯賽中攻入的。賽季結束後，比治奧成為了西乙二（第三級聯賽）的神射手，其中六球是在最後4場賽事中攻入的，包括在煞科日對CD巴薩的賽事中大演帽子戲法。
列斯聯
2008年7月，比治奧在列斯聯試腳，他在季前熱身賽對舒爾本和班列特的友賽中的表現，吸引了時任領隊加利·麥亞里士打的注意。
7月31日，比治奧與列斯聯簽定了三年合約，並穿上了10號衣。比治奧在聯賽杯第一圈對車士打的賽事中首次代表列斯聯正選上陣，聯賽上陣則是在對伊奧維的賽事，只花了25秒便攻入了他的首球，協助球隊逼和了對手1-1。比斯治奧在聯賽杯對水晶宮的賽事中攻入其加盟以來的第二球，亦是他在艾蘭路的首球，協助球隊以4-0擊敗對手。再下一星期，比治奧後補上陣頂入個人第三個入球，為球隊以2-1在聯賽錦標擊敗本地競爭對手巴拉福特。
比治奧在列斯聯前途似錦，他甚至要連續24場正選上陣，包括在整個聖誕節的「快車期」，和在謝美伊·碧福特受傷時，承擔著攻堅的責任並不負眾望攻入9球。隨著借得布里斯托城前鋒李爾·查度和在在1月轉會窗口簽入了米克·格拿後，領隊西蒙·加利臣因而表明比治奧將會得到短暫的休息期，而讓他準備迎接季尾一連串的重要比賽。比治奧是一名多產射手，加盟首季即在各項賽事為列斯聯射入19球。
諾域治
2013年1月31日，英超球隊诺里奇城從英冠列斯聯簽入比治奧，轉會費金額沒有公佈，合約為期三年半。

## 外部連結
足球数据库：路西安奴·比治奧的球员统计数据